# Dicranomyia (Glochina) tristis
Dicranomyia (Glochina) tristis is een tweevleugelige uit de familie steltmuggen (Limoniidae). De soort komt voor in het Palearctisch en Oriëntaals gebied.